# Mohawks de Kahnawà:ke
Les Mohawks de Kahnawà:ke sont une Première Nation (au sens de « bande indienne ») mohawk du Québec au Canada. En 2016, elle a une population inscrite totale de 10 946 membres. Sa principale réserve est Kahnawake 14 située près de Montréal. Elle partage également la réserve inhabitée de Doncaster 17 avec les Mohawks de Kanesatake pour la chasse et la pêche. La bande est gouvernée par le Mohawk Council of Kahnawà:ke (le « Conseil mohawk de Kahnawà:ke »).

## Démographie
Les membres de la Première Nation de Kahnawà:ke sont des Mohawks. Néanmoins, la population de la communauté est fortement métissée. Déjà dans les années 1840, la quasi-totalité des habitants de Kahnawà:ke étaient métissés. En octobre 2016, ils étaient au nombre de 10 946 dont 2 959 vivaient hors réserve.

## Géographie

Kahnawake vue à partir de Montréal.

La bande de Kahnawà:ke habite principalement sur une réserve, Kahnawake 14, située à 8 km au sud-ouest de Montréal au Québec. Celle-ci couvre une superficie de 4 825 hectares. Elle partage également une réserve inhabitée, Doncaster 17, située à 16 km au nord-est de Sainte-Agathe-des-Monts avec les Mohawks de Kanesatake pour la chasse et la pêche. Le siège de la nation est situé à Kahnawake. La ville importante située la plus près est Montréal.

## Gouvernement

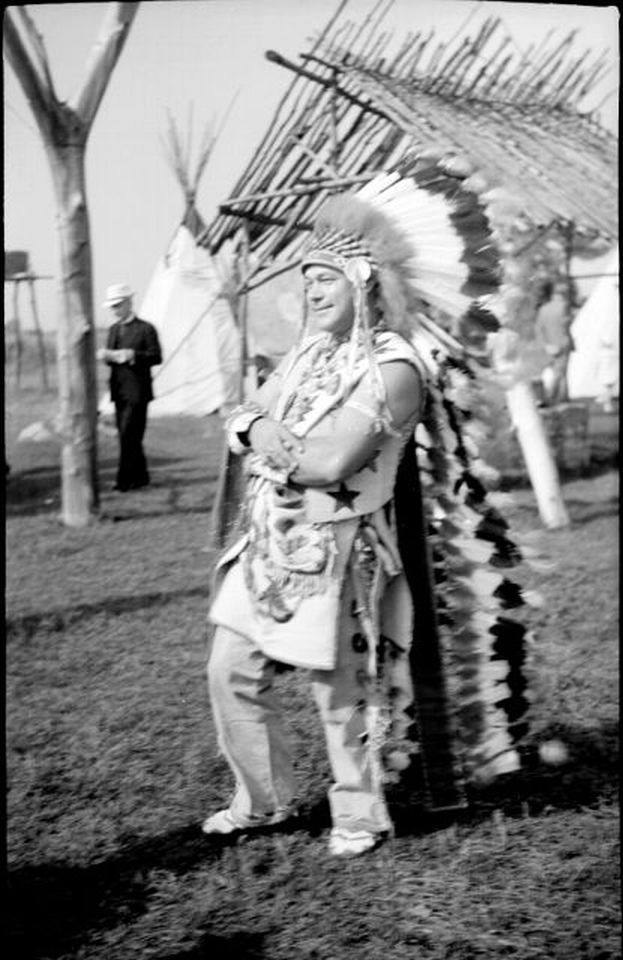
Le grand chef Poking Fire en 1937.

Les Mohawks de Kahnawà:ke sont gouvernés par un conseil de bande élu selon un système électoral selon la coutume basé sur la section 11 de la Loi sur les indiens. Pour le mandat de 2015 à 2018, ce conseil est composé du grand chef Joseph T. Norton et de 11 conseillers. En 2021, est élue Kahsennenhawe Sky-Deer, première femme Grand chef de la bande. 
| Mandat    | Grand chef                   |
| --------- | ---------------------------- |
| 2006-2015 | Michael Ahríhron Delisle Jr. |
| 2015-2021 | Joseph Tokwiro Norton        |
| 2021-2024 | Kahsennenhawe Sky-Deer       |

## Économie
Le 18 avril 2024, le Conseil mohawk de Kahnawà:ke signe une entente avec Hydro-Québec dans laquelle la communauté autochtone devient un actionnaire minoritaire dans le tronçon québécois du Champlain Hudson Power Express, qui fournira de l'électricité à la Ville de New York.